# Ermira Mehmeti
Ermira Mehmeti (mac. Ермира Мехмети, ur. 6 października 1979 w Skopje) – północnomacedońska prawniczka, była deputowana do Zgromadzenia Republiki Macedonii Północnej z ramienia Demokratycznego Związku na rzecz Integracji.

## Życiorys
Ukończył studia prawnicze na Uniwersytecie Europy Południowo-Wschodniej w Tetowie, następnie odbyła studia magisterskie na London School of Economics oraz uzyskała doktorat z dziedziny prawa na Uniwersytecie Tirańskim.
Była deputowaną do Zgromadzenia Republiki Macedonii Północnej z ramienia Demokratycznego Związku na rzecz Integracji.